# Wohnhäuser in der Barrow Street 33–34
Die Wohnhäuser in der Barrow Street 33–34 sind denkmalgeschützte Gebäude (RPS 483 484) in den Dublin Docklands und werden als Block D bezeichnet. Sie gehören zu der Boland’s Mill Area.

## Geschichte
Die Gebäude sind vermutlich um 1835 erbaut worden. Es handelt sich um dreistöckige Wohnhäuser.
Diese sollen nach dem CIS (Construction Information Service) Dublin Docklands Report in Zukunft saniert werden. Die Gebäude der Boland Mills wurden 2004 für 42 Millionen Euro von Benton Properties gekauft. Es ist die Umwandlung in einen urbanen Lebensraum mit Wohnungen, Büros, Einzelhandel, Café und Restaurant und Ausstellungsflächen geplant.